# 渊丽鱼属
淵麗魚屬，是條鰭魚綱䲁形目麗魚科下的一個屬。

## 分類
本屬屬於褶唇麗魚亞科，目前被認可的種如下：
- 條紋淵麗魚 Bathybates fasciatus
- 兇猛淵麗魚 Bathybates ferox
- 格氏淵麗魚 Bathybates graueri
- 霍氏淵麗魚 Bathybates hornii
- 獅色淵麗魚 Bathybates leo
- 小淵麗魚 Bathybates minor
- 飾帶淵麗魚 Bathybates vittatus